# Ptochophyle sordida
Ptochophyle sordida är en fjärilsart som beskrevs av W. Warren 1899. Ptochophyle sordida ingår i släktet Ptochophyle och familjen mätare. Inga underarter finns listade.